# Suicide Circle
Suicide Club, in Japan bekannt als Suicide Circle (jap. 自殺サークル Jisatsu Sākuru), ist ein japanischer Independent-Horrorfilm aus dem Jahr 2001, geschrieben und inszeniert von Sion Sono. Der Film erforscht eine Welle von scheinbar nicht zusammenhängenden Selbstmorden in Japan sowie die Bemühungen der Polizei, die Gründe für das seltsame Verhalten zu ermitteln.
Der Suicide Club erlangte auf Filmfestivals in aller Welt aufgrund seiner kontroversen, grenzüberschreitenden Thematik und seiner insgesamt grausamen Darstellung beträchtliche Berühmtheit. Er entwickelte im Laufe der Jahre eine bedeutende Kultanhängerschaft und gewann 2003 den Preis der Jury für den „bahnbrechendsten Film“ auf dem Fantasia Film Festival.

## Handlung
Der Film erstreckt sich über sechs Tage, wobei Aufnahmen der fiktiven Popgruppe „Dessert“ den Film eröffnen und abschließen. Die Geschichte beginnt mit einem Konzert von Dessert, bei dem sie einen J-Pop-Song mit dem Titel „Mail Me“ aufführen.
In Tokio begehen am 27. Mai 54 Teenager-Schülerinnen Massenselbstmord, indem sie sich vor einen einfahrenden Zug werfen. Kurz darauf begehen zwei Krankenschwestern in einem Krankenhaus Selbstmord, indem sie aus dem Fenster springen. An beiden Orten werden Hautrollen gefunden, die mit der Haut übereinstimmen, die von den Körpern der Toten entfernt wurde. Drei Detektive—Kuroda (Ryō Ishibashi), Shibusawa (Masatoshi Nagase) und Murata (Akaji Maro)—werden von einem Hacker namens Kiyoko (Yoko Kamon) auf eine Verbindung zwischen den Selbstmorden und einer Website hingewiesen, die die Anzahl der Selbstmorde als rote und weiße Kreise anzeigt.
Am 28. Mai springt eine Gruppe von Schülern während des Mittagessens vom Dach einer High School, was die Stadt auf die Suche nach einem „Selbstmordclub“ (Engl.: „Suicide Club“) schickt. Am 29. Mai hat sich der Selbstmordboom in ganz Japan ausgebreitet. Mitsuko ist auf dem Heimweg, als sie vom Körper ihres Freundes Masa getroffen wird, der sich von einem Dach gestürzt hat. Mitsuko wird zum Verhör auf die Polizeiwache gebracht, wo die Polizei eine Leibesvisitation durchführt und feststellt, dass sie ein Schmetterlingstattoo hat.
Am 30. Mai erhält die Polizei einen Anruf von einem Jungen, der davor warnt, dass an diesem Abend um 19:30 Uhr ein weiterer Massenselbstmord auf demselben Bahnsteig stattfinden wird. Die Ermittler organisieren eine Observierung, um das Ereignis zu verhindern, aber es gibt keinen Selbstmord. In der Zwischenzeit kommt es in ganz Japan zu weiteren Einzelselbstmorden und kleineren Gruppenselbstmorden, die viele Menschenleben fordern, darunter auch Kurodas gesamte Familie. Kuroda erhält einen Anruf von dem Jungen, der ihn vor dem 7:30-Selbstmord gewarnt hatte, und er erschießt sich daraufhin.
Kiyoko wird von einer Gruppe unter der Führung eines Mannes namens Genesis gefangen genommen, dessen Versteck eine kleine unterirdische Bowlingbahn ist, in der er sich mit vier Glam-Rock-Kollegen aufhält. Während ihrer Gefangennahme singt Genesis ein Lied, während ein Mädchen in einem weißen Sack vor ihren Augen brutal vergewaltigt und getötet wird. Kiyoko schickt den Behörden per E-Mail Informationen über Genesis. Am 31. Mai verhaftet die Polizei Genesis, und es wird angenommen, dass der Anführer des „Suicide Club“ gefasst wurde.
Am 1. Juni geht Mitsuko zum Haus ihres Freundes, um ihm seinen Helm zurückzugeben. Dort bemerkt sie die Poster der Popgruppe Dessert an der Wand und erkennt ein Muster auf den Fingern der Gruppe, das den Buchstaben auf einer Telefontastatur entspricht, die das Wort „Selbstmord“ ergeben. Der Junge von vorhin ruft an, um ihr zu sagen, dass es keinen „Suicide Club“ gibt und lädt sie zu einem geheimen Konzert ein.
Am 2. Juni schleicht sich Mitsuko in den Backstage-Bereich und sieht eine Gruppe von Kindern im Publikum, die ihr Fragen stellen. Mitsuko beeindruckt die Kinder, so dass sie in einen Raum gebracht wird, in dem ein Streifen ihrer Haut entfernt wird; die Stelle, an der sich das Schmetterlingstattoo befand.
Eine neue Rolle Haut landet bei der Polizei, und der Detektiv Shibusawa erkennt den Streifen als den mit Mitsukos Tätowierung. An diesem Abend sieht er Mitsuko am Bahnhof und ergreift ihre Hand, aber sie zieht sich zurück. Sie starrt Shibusawa an, als der Zug in den Bahnhof einfährt, und erneut, nachdem sie in den Zug eingestiegen ist. Als der Zug ausfährt, beginnt der Abspann, in dem Dessert ihre Auflösung ankündigen und sich bei ihren Fans für deren Unterstützung bedanken, bevor sie ihren letzten Song „Live as You Please“ spielen.

## Besetzung
- Ryō Ishibalshi als Detective Kuroda
- Malsatoshi Nagalse als Detective Shibusawa
- Akaji Maro als Detective Murata
- Saya Hagiwara als Mitsuko
- Yoko Kamon als Kiyoko/Kōmori-The Bat
- Rolly als Muneo „Genesis“ Suzuki
- Hideo Sako als Detective Hagitani
- Takalshi Nomura als Security Guard Jiro Suzuki
- Tamao Satō als Nurse Yoko Kawaguchi
- Mai Hōshō als Nurse Atsuko Sawada
- Kimiko Yo als Kiyomi Kuroda
- Mika Kikuchi als Sakura Kuroda
- So Matsumoto als Toru Kuroda

## Rezeption
Jonathan Regehr von Screen Anarchy gab dem Film eine Bewertung von 6/10 und nannte ihn „einen unausgewogenen Film“. Dai Green von HorrorNews.net schrieb, dass der Film „im ersten Durchlauf vielleicht nicht ganz registriert wird, aber er wird sicherlich eine Spur hinterlassen“. Virginie Sélavy vom Electric Sheep Magazine schrieb, dass „Suicide Club als 'verworren' beschrieben wurde und Sono dafür kritisiert wurde, dass er seine Satire auf die Popkultur und seine Anprangerung der Medien nicht deutlich genug macht. Aber gerade die Zweideutigkeit des Films macht ihn interessant“.

## Prequel
Seit Anfang 2006 gibt es ein Prequel zum Film, sowie Pläne für eine Fortsetzung. Noriko's Dinner Table (Noriko no Shokutaku) schildert die Ereignisse vor und nach den Geschehnissen von Suicide Circle und gibt mehr Einblick in den Vorgänger. Im Jahr 2006 sagte Sono: „Ich wollte schon immer eine Trilogie machen, aber in Wirklichkeit ist das sehr schwierig.“

### Roman
Jisatsu Saakuru: Kanzenban (自殺サークル 完全版, etwa als Suicide Circle: The Complete Edition übersetzbar) wurde von Sion Sono im April 2002 geschrieben. Das Buch behandelt die Themen von Suicide Club und Noriko's Dinner Table und bringt die beiden Handlungen näher zusammen. Bisher gibt es keine internationale Veröffentlichung oder Übersetzung.

### Manga
Zeitgleich mit der japanischen DVD-Veröffentlichung des Films erschien ein Manga mit demselben Titel, geschrieben von Usamaru Furuya. Obwohl Furuya die Absicht hatte, die Handlung des Films originalgetreu wiederzugeben, bat Sono ihn, seine eigene Geschichte zu schreiben. Das Ergebnis ist, dass der „Suicide Club“-Manga viel einfacher und verständlicher ist als der Film und eine viel solidere Charakterentwicklung aufweist. Es handelt von der gleichen Eröffnungsszene, aber es gibt eine Wendung: Von den 54 selbstmordgefährdeten Mädchen wird eine Überlebende gemeldet: Saya Kota. Ihre beste Freundin Kyoko muss nun das Geheimnis des Selbstmordclubs lüften und Saya davor bewahren, noch tiefer hineinzufallen.